# Sympistis hayesi
Sympistis hayesi là một loài bướm đêm thuộc họ Noctuidae. Loài này có ở vùng Rocky Mountain của Bắc Mỹ.
Sải cánh dài khoảng 30 mm.